# Amor a la primera mossegada
Amor a la primera mossegada (títol original: Love at First Bite) és una comèdia fantàstica americana dirigida l'any 1979 per Stan Dragoti, amb George Hamilton en el paper del comte Dràcula, confrontat a Susan Sant James i Richard Benjamin. Ha estat doblada al català.

## Argument
Després de ser perseguit en el seu castell a Transylvània, el comte Dràcula marxa a instal·lar-se a Nova York.

## Repartiment
- George Hamilton: Comte Vladimir Dràcula
- Susan Sant James: Cindy Sondheim
- Richard Benjamin: Dr. Jeffery Rosenberg / Van Helsing
- Dick Shawn: tinent Ferguson
- Arte Johnson: Renfield
- Sherman Hemsley: Reverend Mike
- Isabel Sanford: Jutge R. Thomas
- Barry Gordon: Venedor
- Ronnie Schell: Noi a l'ascensor
- Bob Basso: reparador T.V.
- Bryan O'Byrne: Capellà
- Michael Pataki: Mobster
- Hazel Shermet: Mrs. Knockwurst
- Stanley Brock: Erwin Newman
- Danny Dayton: Billy
- Robert Ellenstein: VW Man
- David Ketchum: Inspector duanes
- Lidia Kristen: Comissària
- Eric Laneuville: Russell
- Susan Tolsky: Agent de models

## Comentari
Sacrificada a la moda disco, no obstant això a punt d'apagar-se, Amor a la primera mossegada és potser l'última i notable variació irreverent dels anys 1970 sobre el tema, llavors considerat com antiquat, del vampirisme al cinema.
Fins aleshores reservat a papers de joves primers seductors, l'actor - i igualment productor- George Hamilton prova aquí una forma més aviat nova d'autoridiculitzar-se que portarà encara més lluny en El Gran Zorro de Peter Medak, dos anys més tard.
Exactament trenta anys després de la sortida d'Amor a la primera mossegada, una potencial continuació, titulada en anglès Love at second bite i posant de nou Hamilton de protagonista, es va anunciar per a l'any 2010. El projecte va quedar tanmateix en un estadi preparatori.

## Al voltant de la pel·lícula
- Per assegurar una millor promoció de la pel·lícula en el 33è Festival de Canes (maig 1980), George Hamilton no va vacil·lar a posar llargament pels fotògrafs de la Croisette, disfressat de Dràcula.
- El maquillador de la pel·lícula, William Tuttle, havia debutat en l'ofici treballant a La marca del vampir de Tod Browning mig segle enrere.
- Inquietant coincidència, George Hamilton parodia gairebé en el mateix període els dos papers jugats seriosament per Frank Langella en The Mark of Zorro (telefilm de 1974) i Dracula (1979).